# Beresford (South Dakota)
Beresford ist ein Ort im Union County im US-Bundesstaat South Dakota. Er hat eine Fläche von 4,6 km². Das U.S. Census Bureau hat bei der Volkszählung 2020 eine Einwohnerzahl von 2180 ermittelt.
Beresford liegt an der Grenze zwischen dem Lincoln County und dem Union County. Die Grenze verläuft entlang der Cedar Street von Beresford. Ungefähr zwei Drittel der Ortsfläche (einschließlich des Rathauses) liegen im Union County.
Die Stadt trug zunächst den Namen Paris, Dakota Territory. Sie wurde nach Lord Charles Beresford, einem britischen Admiral und Abgeordneten, umbenannt und am 12. Juli 1884 offiziell gegründet.

## Söhne und Töchter
- Ernest Lundeen (1878–1940), Politiker (Kongressabgeordneter und US-Senator in Minnesota)